# Gameknight999
Gameknight999 là một loạt tiểu thuyết được viết bởi Mark Cheverton, một tác giả sống ở miền nam California, và xuất bản từ năm 2013 đến 2017. Câu chuyện lấy bối cảnh trong thế giới của trò chơi điện tử Minecraft. Cuốn tiểu thuyết thứ hai của bộ truyện đã lọt vào danh sách bán chạy nhất của Publishers Weekly vào tháng 11 năm 2014.

## Cốt truyện
Loạt phim mô tả cuộc phiêu lưu của nhân vật chính với tên người dùng là "Gameknight999", người thấy mình bị dịch chuyển bởi một trong những phát minh của cha mình vào thế giới của trò chơi điện tử Minecraft. Gameknight phát hiện ra rằng các sinh vật trong trò chơi vẫn còn sống và đó không phải là một trò chơi đối với họ. Gameknight trải nghiệm những cuộc phiêu lưu ngoài đời thực và nguy hiểm thực tế với những hậu quả sinh tử khi mắc kẹt trong vũ trụ kỹ thuật số của Minecraft.
Hầu hết các tiểu thuyết đều có Herobrine là nhân vật phản diện chính, là một huyền thoại đô thị và là một creepypasta có nguồn gốc như một trò lừa bịp được tuyên truyền bởi một bài đăng ẩn danh trên trang web imageboard 4chan tiếng Anh.
Từ năm 2014 đến năm 2017, có tổng cộng sáu bộ ba tác phẩm có Gameknight999 đã được xuất bản.
- Minecraft series #1 – Gameknight999
  - Invasion of the Overworld
  - Battle for the Nether (Publishers Weekly bán chạy nhất)[2]
  - Confronting the Dragon
- Minecraft Series #2 – Mystery of Herobrine
  - Trouble in Zombie-Town
  - The Jungle Temple Oracle
  - Last Stand on the Ocean Shore
- Minecraft Series #3 – Herobrine Reborn
  - Saving Crafter
  - Destruction of the Overworld
  - Gameknight999 vs Herobrine
- Minecraft Series #4 – Herobrine's Revenge
  - Phantom Virus
  - Overworld in Flames
  - System Overload
- Minecraft Series #5 – Birth of Herobrine
  - The Great Zombie Invasion
  - Attack of the Shadow-Crafters
  - Herobrine's War
- Minecraft Series #6 – Mystery of Entity303
  - Terrors of the Forest
  - Monsters in the Mist
  - Mission to the Moon

## Bối cảnh
Cheverton cho biết ban đầu ông đã viết cuốn sách đầu tiên của loạt Gameknight999, Invasion of the Overworld, để dạy con trai mình về nạn bắt nạt trên mạng.

## Lịch sử xuất bản
Cùng với những cuốn sách khác của Cheverton, bộ GameKnight999 được xuất bản bởi Skyhorse Publishing dưới ấn hiệu của Sky Pony Press, và được phân phối bởi Simon & Schuster. Nhà xuất bản phân phối tất cả tiểu thuyết của Cheverton cũng như bốn bộ hộp.

## Thu nhận
Loạt Gameknight999 này (đặc biệt là tiểu thuyết thứ hai Battle for the Nether) đã được liệt kê trong danh sách bán chạy nhất của Publishers Weekly vào tháng 11 năm 2014. Battle for the Nether đã được liệt kê một tuần trong danh sách loạt tiểu thuyết thiếu nhi bán chạy nhất của New York Times vào tháng 2 năm 2015. Theo trang web của Cheverton, bộ truyện đã được xuất bản ở 32 quốc gia và được dịch ra 22 ngôn ngữ.
Khi đánh giá cuốn tiểu thuyết đầu tiên, tạp chí trực tuyến Brutal Gamer đã viết rằng "câu chuyện vẫn khá đúng với trải nghiệm của Minecraft.... Cho dù bạn đang cố gắng lôi kéo người nghiện Minecraft của mình ra khỏi màn hình một chút hay chỉ đang tìm kiếm một Sự lựa chọn mới thú vị cho thời gian đọc trong mùa hè, Invasion of the Overworld chắc chắn sẽ thành công với độ tuổi là 8-11."
Một bài đánh giá trên The Guardian nói về Battle of the Nether, "Nếu bạn chơi Minecraft thì bạn sẽ thích cái này và nếu bạn không chơi nó, thì đây là một cách tuyệt vời để giúp bạn bắt đầu niềm vui!"